# Alexander Fröschl
Alexander Fröschl (* 15. Juli 1992) ist ein österreichischer Fußballspieler auf der Position eines Stürmers.

## Karriere
Fröschl begann seine Karriere in der Jugendmannschaft des SV Kirchdorf, von wo er 2009 in die Jugendmannschaft des FC Wacker Innsbruck wechselte. Dort wurde er 2010 in den Amateurkader aufgenommen.
Sein Debüt für die zweite Mannschaft der Innsbrucker gab er am 21. März 2010 gegen den VfB Hohenems in der Regionalliga West, der dritthöchsten österreichischen Spielklasse. Fröschl spielte bis zur 81. Minute und bekam eine gelbe Karte. Das Spiel endete 3:1 für Wacker. In seiner ersten Saison kam der Stürmer auf 13 Einsätze und zwei Tore. 2010/11 spielte er bereits 22 Mal und erzielte sechs Treffer. Zudem wurde er in den Kader der Bundesligamannschaft aufgenommen und gab sein Debüt am 14. Mai 2011 gegen den FK Austria Wien, als er in der 77. Minute für Thomas Bergmann eingewechselt wurde. Das Spiel wurde 0:1 verloren. Ein weiterer Einsatz in der Bundesliga konnte Fröschl in dieser Saison noch verbuchen.
Nach einem für ihn bitteren Kreuzbandriss musste er vom November 2011 bis Mai 2012 pausieren, was sein Aus für die Profiliga hätte bedeuten können. Der Verein jedoch verlängerte seinen Vertrag bis 2014. Derzeit ist Fröschl wieder in der Amateurmannschaft vom FC Wacker Innsbruck aktiv, bei seinem Comeback konnte er sogar einen Treffer erzielen. Im Jänner 2014 wurde Fröschl von der First Vienna mittels eines Leihvertrages  unter Vertrag genommen. Er spielte bis Sommer 2014 in der zweithöchsten Liga in Österreich um kam zu 15 Einsätzen. Er erzielte dabei 5 Tore und 2 Assists. Im Juni 2014 unterschrieb Fröschl bei TSV Hartberg für ein Jahr mit Option für ein weiteres Jahr wieder einen Profivertrag. Der TSV Hartberg spielt ebenfalls in der zweithöchsten Liga in Österreich.
Ein Jahr später wechselte Fröschl zu Union Vöcklamarkt in OÖ Liga. Im Jahr 2017 stieg er mit seinem Team in die Regionalliga auf. In fünf Jahren bei Vöcklamarkt kam er zu 124 Einsätzen, in denen er 70 Tore erzielte. Zur Saison 2020/21 wechselte er zum Ligakonkurrenten WSC Hertha Wels. Für Wels kam er zu 42 Regionalligaeinsätzen, in denen er 14 Mal traf.
Zur Saison 2022/23 schloss er sich dem fünftklassigen SV Bad Schallerbach an.